# Cantón Naranjal
Cantón Naranjal är en kanton i Ecuador.   Den ligger i provinsen Guayas, i den sydvästra delen av landet, 300 km söder om huvudstaden Quito. Antalet invånare är 69 012. Arean är 2 015 kvadratkilometer.
Terrängen i Cantón Naranjal är varierad.